# Alkuin-Bibeln
Als Alkuin-Bibeln werden mittelalterliche Handschriften mit lateinischem Bibeltext bezeichnet, welche auf den angelsächsischen Gelehrten Alkuin (730–804) zurückgehen und im Skriptorium des Martinsklosters in Tours (Saint-Martin de Tours) im 9. Jahrhundert geschrieben worden sind.
Alkuin revidierte als Abt des Martinsklosters die lateinische Bibel und errichtete ein Skriptorium, das während 50 Jahren die wichtigsten Kirchen und Klöster des karolingischen Reiches mit dem verbesserten Bibeltext versehen hat. Die großformatigen Bibeln aus Tours werden als «Alkuin-Bibeln» bezeichnet.
Alkuin unternahm die Bibelrevision entsprechend dem Willen des Kaisers Karl des Großen zur Förderung der Sprache und Kultur. Getreu diesem Auftrag arbeiteten verschiedene Klöster des Reiches an der Verbesserung des Bibeltextes. Durch Textvergleich mit alten Handschriften wurden ein autoritativer lateinischer Bibeltext (Vulgata) und korrekte liturgische Vorlagen für die Kirchen und Klöster des Reiches hergestellt.

## Die Erforschung des Skriptoriums
Sie begann nach dem Fund einer großformatigen alten Bibel, auf Pergament geschrieben und prachtvoll illustriert, auf einem Speicher in Delémont im Jahr 1822. Der Besitzer versuchte, sie zu hohem Preis dem französischen König zu verkaufen, was misslang. Erst 1836 konnte sie an die Bibliothek des British Museums (heute British Library, Ms. add. 10546, siehe unten) verkauft werden. Sie hatte dem Kloster Moutier-Grandval im Schweizer Jura gehört. Damit begann die Erforschung ihrer Herkunft und des Skriptoriums von Tours.
Bis heute kennt man über hundert Handschriften, die zwischen 800 und 853 in Tours geschrieben worden sind, darunter etwa 40 Bibeln und Teile der Bibel, im weiteren Bücher zur Grammatik, zur Geschichte und Philosophie.

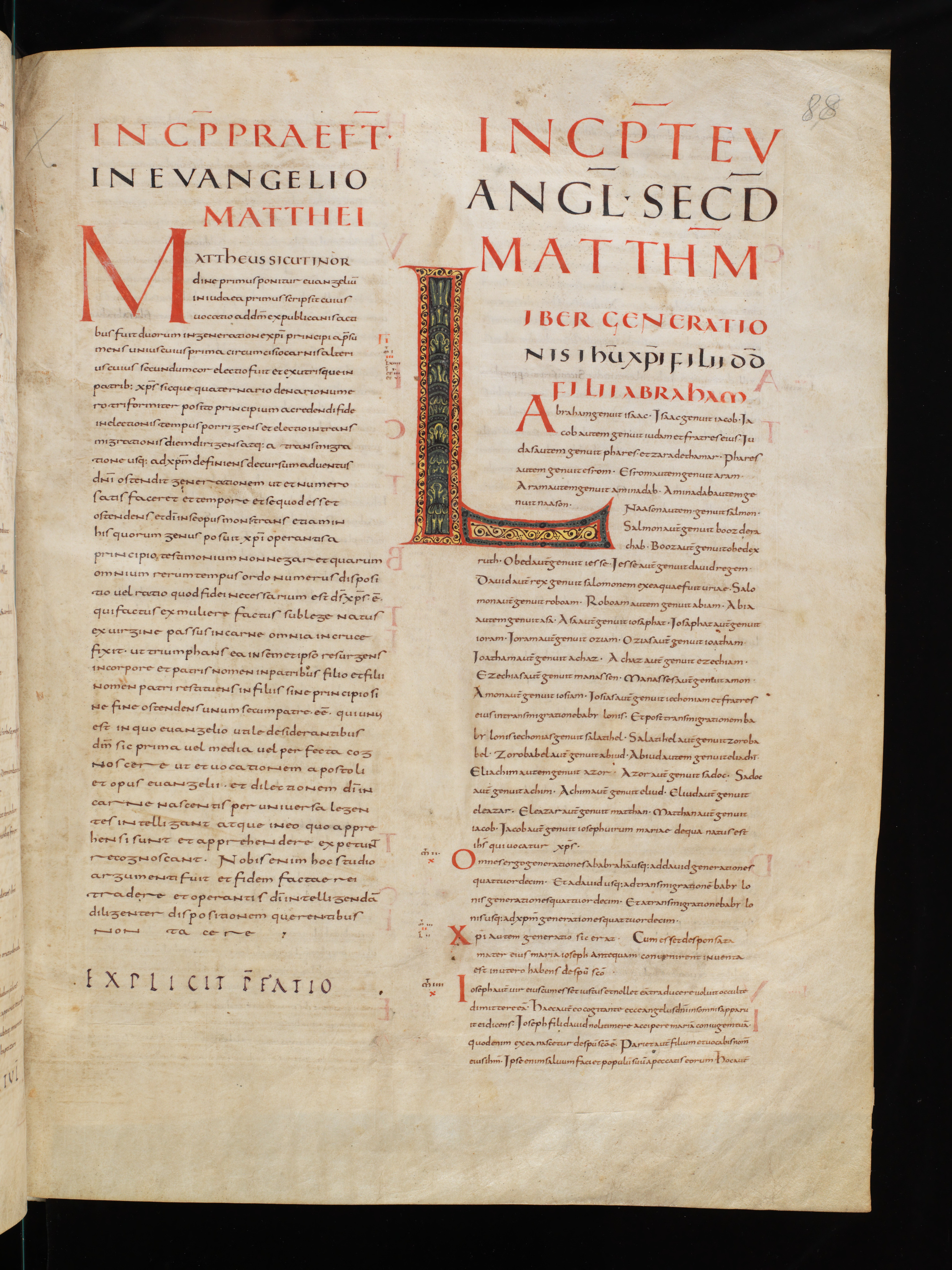
Bern, Burgerbibliothek, cod. 4: turonische Bibel, f. 88r: Beginn des Evangeliums nach Matthäus

Wie in anderen Klöstern des Benediktinerordens wurden die Mönche in Sprache und Schreiben geschult. Das Skriptorium entwickelte sich zur Manufaktur, wo Bibelhandschriften in großem Format hergestellt wurden. In diesem halben Jahrhundert wurden pro Jahr ungefähr 2 Bibeln als Pandekt hergestellt, von denen mehr als 40 Exemplare überliefert sind. Die Alkuinbibeln sind Monumente der Bibelphilologie, der Schriftgeschichte (karolingische Minuskel) und der Buchgestaltung. Das Martinskloster Tours perfektionierte die manuelle Buchherstellung.
Das Skriptorium entwickelte sich zu höchstem Stand: beste Schreiber wurden ausgebildet, eine sparsame, gleichmäßige karolingische Minuskel wurde entwickelt. Für die Gestaltung des Textes wurden Schriften in sorgfältiger Abstufung verwendet. Die Herstellung der Bibeln war manufakturmäßig organisiert: für das große Format brauchte man für jedes Doppelblatt die ganze Haut eines Schafes oder Kalbes, für jede Bibel also eine Herde von 250 Tieren, deren Häute zu feinstem Pergament verarbeitet wurden.
Da mehrere Schreiber gleichzeitig an Teilen der gleichen Bibel arbeiteten, war im Skriptorium genaue Aufsicht über die Zuteilung der Schreibabschnitte nötig. Jeder Schreiber musste genau den Platz seines Anteils einhalten. Weder Fehler noch Auslassung durften den heiligen Text beschädigen.
Gleichzeitig wurde in verschiedenen anderen Klöstern an der Verbesserung des lateinischen Bibeltextes und an der Herstellung einer Vollbibel in Pandektenform mit Buchschmuck gearbeitet:
- in der Abtei von Corbie unter dem Abt Maurdramnus (771–780)
- Theodulf von Orléans, Bischof von Fleury und Orléans (um 750–821), revidierte seinerseits den Bibeltext um 800–814
- karolingische Buchmalerei entwickelte sich in der Ada-Gruppe

Der revidierte Bibeltext wurde in repräsentativen Codices von Stiftern, meist von Mitgliedern des Kaiserhauses selbst, an die Hauptkirchen und -klöster des Reiches übergeben. Dort diente die Turoner Bibel für die Korrektur der lokal vorhandenen Bibeln, wie die Forschung festgestellt hat.
Die Qualität der Bibeln stieg nach Alkuins Tod im Jahr 804 weiter an, zur Hochform mit karolingischer Buchmalerei während der Äbte Fridugisus (807–834), Adalhard (834–843) und Vivian (843–851). Nach den Raubzügen der Normannen (Wikinger) in Westfrankreich von 853 an verkümmerte die weitere Arbeit des Skriptoriums.
Eigenheiten der touronischen Bibeln
Die Touroner Bibeln variieren in Einzelheiten je nach ihrer Herstellungszeit. Gemeinsam sind ihnen:
- Form: lateinische Vollbibel in einem Band (Pandekt)
- Umfang: rund 450 Blätter
- Blattmaß: rund 480 × 375 mm (heute meistens beschnittene Ränder, durch Neubindung im Laufe der Jahrhunderte)
- zwei Kolumnen pro Seite mit 50–52 Zeilen

Verwendete Schriften in Abstufungen:
- Für den Bibeltext: karolingische Minuskel, perfektioniert, ohne individuelle Züge, so dass Handunterscheidungen schwierig sind
- Capitalis quadrata für die Incipits
- Unzialschrift für die erste Zeile eines biblischen Buches oder Kapitels
- Halbunziale für die Prologe des Hieronymus
- Capitalis rustica für die Explicits
- spärliche Verwendung von Abkürzungen

## Die Proportionen der großformatigen Bibeln
Die äußere Gestalt der Alkuin-Bibeln wurde in der Zeit Alkuins geschaffen: das große Format (47–54 × 35–39 cm), 50–52 Zeilen in zwei Spalten, Gesamtzahl der Blätter zwischen 420 und 450. Dieser äußere Rahmen änderte sich nicht mehr. – Bei der Herstellung wurde sichtlich auf das größtmögliche Blattmaß und die harmonische Proportion geachtet. Das westfränkische Klima ermöglichte die Überwinterung der Tiere, die Stallfütterung war noch unbekannt. Eine Tierhaut konnte damals rund 78 × 54 cm messen, genug für ein Doppelblatt größten Formats. Reiche Abteien wie St. Martin konnten Herden von 200 bis 250 Tieren für eine Bibel heranziehen. Unter den 200 Mönchen gab es viele Schreibkundige, und auch Personal für die Hilfsarbeiten gab es genug.

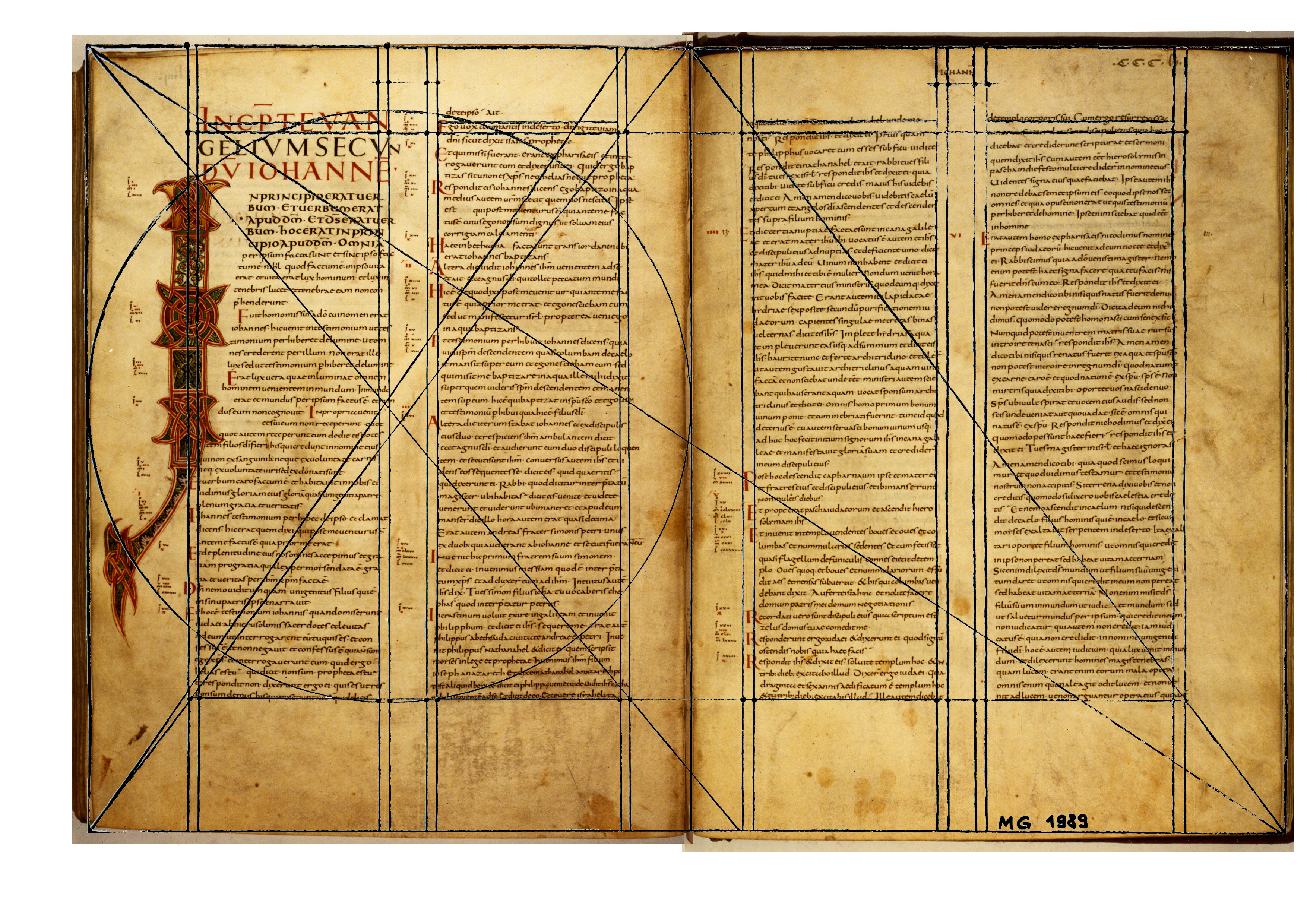
Zürich, Zentralbibliothek, Ms. Car. C 1, f. 354v–355r, Bibel aus Tours um 825/830; Doppelseite zu Beginn des Johannes-Evangeliums mit eingezeichneter Rekonstruktion der Proportionen (Martin Germann).

Unter Fridugisus wurde die Bibel «bewusst und zielstrebig zu einem architektonischen Kunstwerk gestaltet». Verschiedene Schreiber schreiben in gleichmäßigen, kaum unterscheidbaren Schriftzügen. Die Beigabe von Buchmalerei steigert sich im Laufe der Zeit.
Die fast unbeschnittene Zürcher Alkuin-Bibel misst im Format 485 × 358 mm; das Doppelblatt misst 485 × 720 mm. Die Doppelseite des offenen Buches verhält sich von Höhe zu Breite wie 2 zu 3; das Verhältnis von Höhe zu Breite des einzelnen Blattes, das heißt die Proportion des Buchformats, beträgt 4 zu 3. Der Schriftspiegel ist in der Höhe gleich der Blattbreite; die beiden Kolumnen jeder Seite stehen so, dass der Bundsteg 2 Teile, der Kopfsteg 3, der Außensteg 4 und der Fußsteg 6 Teile misst; der Außensteg entspricht einem Zwölftel der Breite des Doppelblattes, der Fußsteg entspricht einem Viertel und der Kopfsteg einem Achtel der Schriftspiegelhöhe. Diese harmonischen Verhältnisse sind vermutlich nicht berechnet, sondern geometrisch konstruiert worden nach den damals existierenden römischen Geometrietraktaten.

## Epochen der turonischen Bibelproduktion
(nach Bonifatius Fischer, 1985, S. 254–269)
mit Auswahl von Codices
Alkuins Bibelrevision dauerte von 797 bis zum Jahr 800; auf Weihnachten 800 ließ er eine vollendete Bibel in 1 Band dem Kaiser in Aachen überreichen (Exemplar nicht erhalten). Aus der ersten Hälfte des 9. Jahrhunderts sind heute noch gegen 50 Bibeln und fast 20 Evangeliare, ganz oder in Fragmenten aus St. Martin in Tours erhalten, aus der zweiten Hälfte des Jahrhunderts, nach den Normanneneinfällen, nur noch wenige.

### I: 796–804: Abtszeit von Alkuin
Die Bibeln der Frühzeit zeigen noch Unbeholfenheit und differierende Schriftstile.
St. Gallen Stiftsbibliothek ms. 75, die älteste erhaltene Alkuin-Vollbibel. – In Tours um 801/804 hergestellt: 840 paginierte Seiten, 53,8 × 39,6 cm. Mehrere Schreiber, mit Korrekturen. Kanontafeln (Eusebischer Kanon) p. 690-693. – Provenienz: Die Handschrift befand sich schon im 9. Jahrhundert in St. Gallen. doi:10.5076/e-codices-csg-0075

### II: 807–834: Abtszeit von Fridugisus
Die Abtei zählte damals mehr als 200 Mönche, und das Skriptorium erreichte eine erste hohe Stufe der Perfektion. Angesetzt werden 6 Epochen
Epoche 1, um 815/820: verschiedene Teile und Fragmente erhalten
Epoche 2, um 820: Fragmente erhalten
Epoche 3, um 820 bis 830, die Blütezeit des Skriptoriums:
Bern Burgerbibliothek Codex 3–4, Vollbibel, um 825, ein Monument der Buchgestaltung und der Schriftkunst. – Format stark beschnitten auf ca. 46 × 36 cm, in 2 Bände gebunden (unvollständig), 209 + 155 Blätter, zwei Kolumnen, je 51 Zeilen, geschrieben von 2 Schreibern; Buchschmuck: Initialen, Kanontafeln (Eusebischer Kanon). – Provenienz: Aus Ostfrankreich? im Besitz von Jacques Bongars, dann durch Erbschaft in Familie Graviseth, Geschenk 1632 an Burgerbibliothek Bern.
Digitales Faksimile in e-codices: https://www.e-codices.unifr.ch/de/bbb/0004/
Digitale Katalogisierung: https://ark.burgerbib.ch/ark:36599/12cmvvw972s
Zürich Zentralbibliothek Ms. Car. C 1, Vollbibel, um 825/830. – Wenig beschnittenes Format 48,5 × 35,8 cm, 422 Blatt, zwei Kolumnen, je 50 Zeilen, geschrieben von mehreren Händen; Buchschmuck: Initialen, Kanontafeln (Eusebischer Kanon). – Provenienz: im 14. Jh. aus Straßburg durch die Dominikaner nach Zürich vermittelt und dort im Predigerkloster bis zur Reformation, dann in der Stiftsbibliothek des Großmünsters, heute Zentralbibliothek Zürich.
Digitales Faksimile: doi:10.7891/e-manuscripta-71492
Epoche 4. um 830 bis 834
München Bayerische Staatsbibliothek clm 12741; Provenienz: seit dem 11. Jh. in Regensburg aufbewahrt, seit der Säkularisation in München.

### III: 834 bis 843: Abtszeit von Adalhard

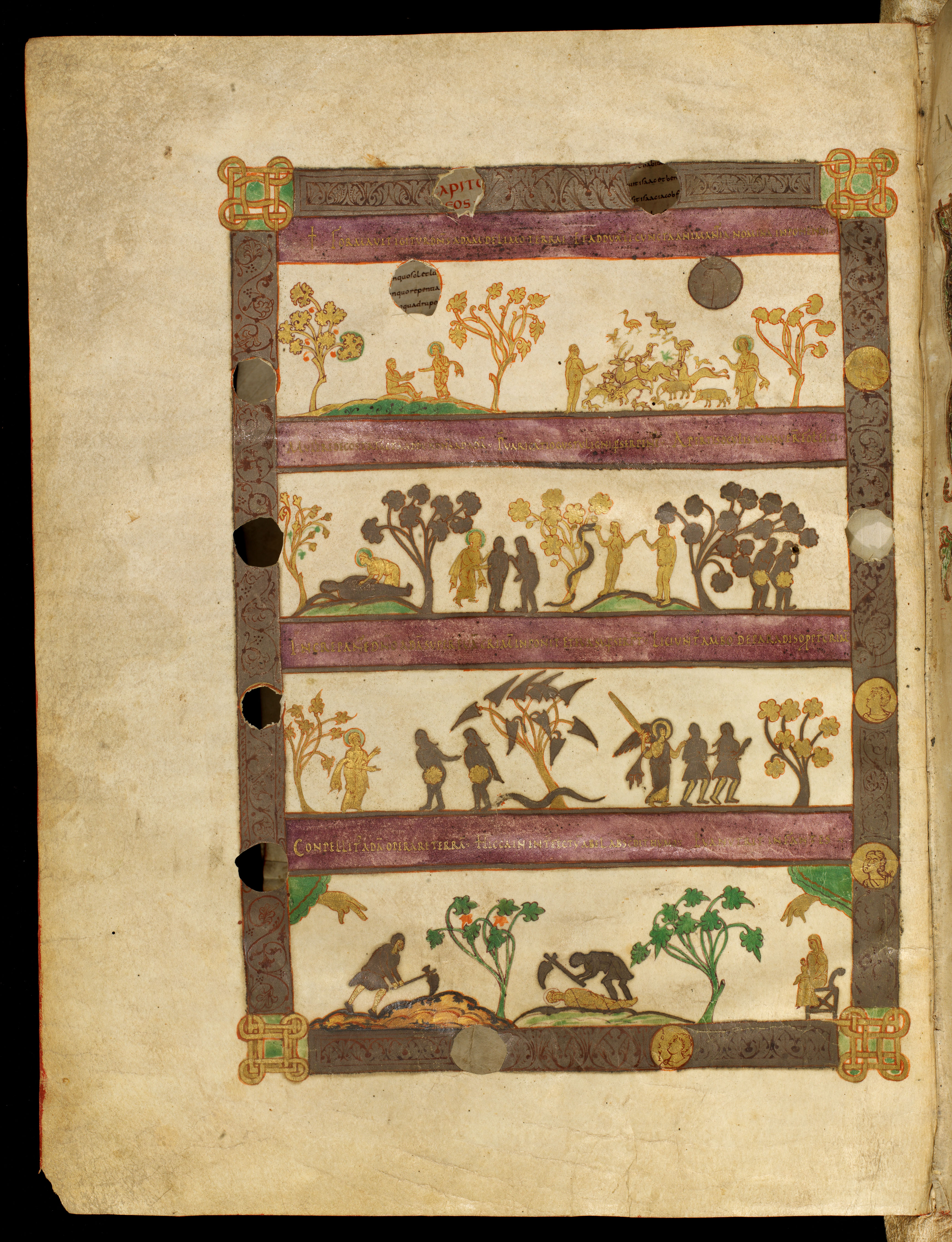
Bamberg Staatsbibliothek: Schöpfung des Menschen und Vertreibung aus dem Paradies (fol. 7^{v})

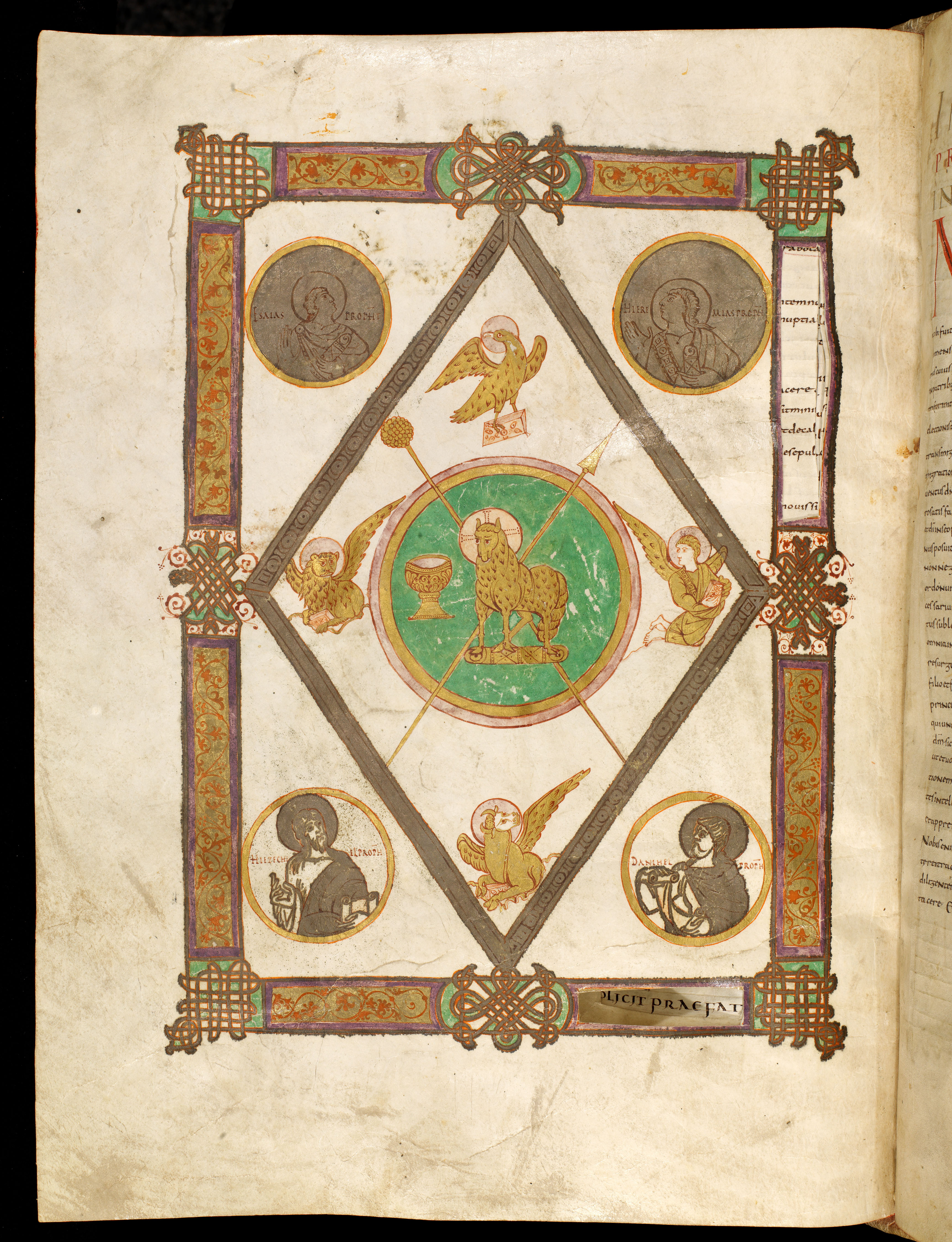
Bamberg Staatsbibliothek: Das Lamm Gottes, die Zeichen der vier Evangelisten, die vier großen Propheten (fol. 339^{v})

Mit ganzseitigen und figürlichen Abbildungen dringt die karolingische Buchmalerei  in die turonischen Bibeln ein.
Epoche 1: Fragmente der Übergangszeit
Epoche 2, um 835:
Paris Bibliothèque nationale ms. lat. 3: Rorigo-Bibel
Epoche 3, um 835/843:
London British Library ms. add. 10546; mit Buchmalerei illustrierte Vollbibel, geschrieben von vielleicht 20 Schreibern. – Provenienz: aus dem Kloster Moutier-Grandval (Schweizer Jura). Format: 51 × 37,5 cm, mit vier ganzseitigen Miniaturen ausgestattet (Grandval-Bibel).
Digitales Faksimile: https://iiif.bl.uk/uv/#?manifest=https://bl.digirati.io/manifests/ark:/81055/man_10000009.0x000001
Damals im benachbarten Kloster Marmoutier hergestellt:
Bamberg Staatsbibliothek Msc. Bibl. 1 (Alkuin-Bibel (Bamberg)), Format 47 × 36,5 cm, 423 Blätter, vermutlich von 4 Schreibern, Buchschmuck: zahlreiche Initialen, 4 Kanontafeln (Eusebischer Kanon), 2 ganzseitige Miniaturen. – Provenienz: im 15. Jh. in der Dombibliothek Bamberg.

### IV: 843–851: Abtszeit von Vivian
eine weitere Blütezeit des Skriptoriums und seiner Buchmalerei
Paris Bibliothèque nationale ms. lat. 1 (Vivian-Bibel), um 845/846. – Format 49,5 × 34,5 cm, 423 Blätter, mit 8 ganzseitigen Miniaturen, 4 Kanontafeln (Eusebischer Kanon) und 87 Initialen. – Provenienz: Geschenk des Abtes Vivian (843–851) und der Mönche der Abtei Saint-Médard in Soissons an den König und späteren Kaiser Karl den Kahlen (Karl der Kahle, reg. 840–877).
Reichsabtei St. Maximin vor Trier, eine der ältesten Westeuropas, gegründet von Bischof Maximin von Trier (+346), aufgehoben 1802. Die Abtei besaß eine Alkuin-Bibel aus der Zeit um 845, makuliert im 15. Jh. zur Gewinnung von Einbandmaterial, dokumentierbar durch die Erforschung von über 100 Fragmenten (meist Streifen).

### V: nach 853 bis Ende des Jahrhunderts
der Neuanfang des Skriptoriums in unsicheren Zeiten ist auch in der Buchgestaltung sichtbar. Überliefert sind 1 Bibel, 6 Evangeliare und viele Fragmente.
Betreffend Fragmenten: Bei der Restaurierung von Bucheinbänden des 15. Jahrhunderts kommen immer wieder Reste alter Pergamenthandschriften zum Vorschein; dies zeigt, dass damals vielerorts Pergamente alter Handschriften makuliert und für Bindearbeiten neuer Bücher verwendet worden sind. Funde von Fragmenten von Alkuin-Bibeln sind nicht selten, und der Antiquariatshandel sorgt für die weltweite Verbreitung solcher Stücke an Sammler.